# Flight (Prison Break)
Flight este al  episod al serialului de televiziune Prison Break, al  al sezonului 1.